# Lijst van rassen en soorten in de werken van J.R.R. Tolkien
Hieronder staat een lijst van volken, intelligente wezens en dieren die voorkomen in de fictieve geschiedenis van de wereld bedacht door J.R.R. Tolkien. Voor uitvoerige informatie en achtergronden wordt verwezen naar de betreffende artikelen.

## A
Aardmannen
Zie Orks.
Adelaars
Thorondor en diens afstammelingen waaronder Gwaihir woonden in de hoge bergen van Beleriand en Rhovanion en vochten aan de zijde van de vrije volken.
Ainur
De "Heiligen", de hoogste der goden, geschapen door Ilúvatar. Zij waren verantwoordelijk voor de vorming van Arda met al zijn volkeren.
Atani
Zie Edain.
Avari
Noldor en Teleri die niet ingingen op de uitnodiging van Oromë om naar Valinor te verhuizen. Ook wel Donkere Elfen genoemd. Het vermoeden bestaat dat door Melkor gevangengenomen Avari ontstonden. Sommigen van hen vestigden zich uiteindelijk in koninkrijken van de boselfen.

## B
Balrogs
Behoren, net als bijvoorbeeld Sauron en de Istari, tot de orde van de Maiar. Ze zijn demonen van het vuur en werden vooral tijdens de oorlogen van Beleriand gevreesd. Ze zijn mensachtige verschijningen van vuur en dragen zwepen. Heer van de Balrogs is Gothmog.
Balchoth
Een volk uit Rhûn dat geallieerd was met Sauron.
Bergreuzen
Zie Steenreuzen
Bosmensen
Een mensenras dat in en rondom het Demsterwold woont.
Boselfen
Nandorijnse elfen die uitsluitend aan de oostkant van de Nevelbergen woonden. Zij vertrekken, in tegenstelling tot de Hoge Elfen, bij de monding van de Anduin naar Valinor. Noldor doen dit bij de Grijze Havens.
Bruivels
Een van de drie Hobbitrassen.
Beornings
Ras van Huidverwisselaars. Zie Beorn.

## C
Crebain
Een kwaadaardige vogelsoort. Ze zien eruit als grote kraaien en dienen als spionnen voor de kwade machten.

## D
Dolers van het Noorden
Dúnedain die na het einde van het Noordelijke Koninkrijk in de wildernis van Eregion bleven wonen. Zij beschermden Breeg en De Gouw tijdens de Derde Era.
Donkere elfen
Zie Avari.
Donkerlanders
Afstammelingen van de Wilde mensen die het zuiden van Eriador bewoonden. Gezworen vijanden van de Rohirrim.
Draken
Dienaren van de duistere heerser Morgoth. Ze zijn gemaakt door Morgoth ten tijde van zijn oorlog met de Noldor. Bekende draken zijn Glaurung die in Angband woonde, en Smaug die de drakenschat in Erebor bewaakte.
Dúnedain
Zie Númenóreanen
Dwergen
De Dwergen werden door de Vala Aulë geschapen. Zij waren bedreven smeden en handwerkslieden. Dwergen zijn over het algemeen stug, terughoudend maar ook trouw en vasthoudend. Ze hebben een voorliefde voor kostbare voorwerpen en delven het kostbare mithril.

## E
Edain
De drie mensengeslachten die het meeste omgang met de elfen hadden, namelijk het geslacht van Húrin, het geslacht van Haleth en het geslacht van Hador. De Wozen van Beleriand die bij de Haladin woonden worden soms ook tot de Edain gerekend.
Eldar
De elfengeslachten die de reis naar de Onsterfelijke landen ondernamen, namelijk de Vanyar, de Noldor en de Teleri.
Elfen
De Eerstgeborenen. Qua uiterlijk kunnen ze aangezien worden voor knappe mensen. Ze zijn in lengte vergelijkbaar, alleen dat hun oren langer zijn en in een punt oplopen. Ze verouderen uiterst traag en zijn weinig vatbaar voor ziekten. Behalve als ze in een gevecht of door een ongeluk omkomen zijn ze in principe onsterfelijk, al kunnen ze zelf verkiezen te sterven. Ze worden ook wel Quendi genoemd.
Enten
De enten waren de herders van de bomen. Ze interesseerden zich vanouds weinig voor wat er buiten hun wouden gebeurden. Ze leken in uiterlijk veel op de bomen waartussen ze zich bevonden. De bekendste ent is Boombaard, ten tijde van de Derde Era de oudste nog levende ent in Midden-aarde.
Eorlings
Zie Rohirrim

## G
Grafgeesten
Kwade geesten die huisden in de graven van koningen uit de Eerste Era, ten westen van de Baranduin.
Grijze elfen
Zie Sindar.
Groene elfen
Zie Laiquendi

## H
Haradrim
Mensen uit Harad.
Halfelfen
Kinderen van huwelijken tussen mensen en elfen.
Halflingen
Zie Hobbits
Hobbits
Een vrolijk en onbezorgd volkje dat verschijnt in het begin van de Derde Era. Ze werden ook wel halflingen genoemd vanwege hun zeer geringe lengte. De bekendste hobbits zijn Bilbo Balings, Frodo Balings, Sam Gewissies, Meriadoc Brandebok en Peregrijn Toek.
Hoge elfen
Eldar die als eerste de Onsterfelijke Landen bereikten. Zij zijn de enige elfen die de Bomen van de Valar in volle glorie hebben gezien. Het zijn voornamelijk Vanyar en de Noldor die ook Valinor bereikten.
Huorns
Ontwaakte bomen of ingeslapen Enten.

## I
Istari
Maiar die vanuit de Onsterfelijke Landen naar Midden-aarde werden gestuurd om de mensen en elfen te helpen in hun strijd tegen Sauron. Ze kwamen in de gedaante van oude wijze mannen en verouderden langzaam. Ze gebruikten de namen die hun werden gegeven en onthulden hun eigen namen aan heel weinigen. De bekendste twee zijn Saruman en Gandalf.

## K
Kapers van Umbar
Een zeevarend volk dat in de Oorlog om de Ring aan de kant van Sauron meevocht. In de Tweede Era en later in de Derde Era waren zij in oorlogen met Gondor verwikkeld. Onder hen bevonden zich Zwarte Númenoreanen

## L
Laiquendi
Boselfen die tijdens de Eerste Era in Ossiriand, aan de westzijde van de Blauwe Bergen in Beleriand, woonden.
Langbaarden
De Langbaarden waren de dwergen van het huis van Durin. Zij hadden vestingen in de Nevelbergen, Blauwe Bergen, Grijze Bergen, IJzerheuvels maar waren vooral beroemd vanwege hun hoofdstad Khazad-dûm. Zij vochten tegen Sauron en diens bondgenoten in de Tweede Era en Derde Era.

## M
Maiar
Mindere ainur. Dienaren van de Valar en van Melkor. Beroemde maiar aan de zijde van de vrije volken waren Gandalf, Melian, Ossë, Uinen en Thorondor. Beruchte maiar aan de zijde van de duistere heren waren de Glaurung, Gothmog en Sauron.
Mensen
De Later Geborenen. Ze waren voorbestemd om Midden-aarde te beheersen nadat de elfen waren vertrokken. Ze zijn sterfelijk en makkelijker te verleiden tot het kwaad. Een deel van de mensen had vanouds omgang met de elfen en vluchtte weg van de invloed van Melkor. Zij werden de Edain, de Elfenvrienden, genoemd.
Mearas
Een beroemd paardenras. Ze waren moeilijk te temmen en mochten alleen bereden worden door de koningen van Rohan. Bekende mearas zijn Schaduwvacht, waarop Gandalf reed, en Felaróf, de vader van het geslacht, getemd en bereden door Eorl de Jonge.
Mûmakil
Een geslacht van grote beesten die door de Haradrim werden gebruikt in de oorlog. Ze worden gezien als de voorvaders van de olifanten. Ze hadden vier slagtanden en waren groter dan hedendaagse olifanten.

## N
Nandor
Een deel van de Teleri die in Midden-aarde blijven in plaats van de zee over te steken naar Valinor. Een deel van hen trekt later naar Beleriand, waarna ze Laiquendi of Groene elfen genoemd worden.
Nazgûl
Negen dienaren van Sauron. Oorspronkelijk zijn zij machtige mensen, waaronder één of meer Númenóreanen, maar door de Ringen die Sauron aan hen geeft veranderen ze langzaam in geesten en worden ze totaal aan Sauron onderworpen. Wanneer de Ene Ring van Sauron vernietigd wordt, verliezen zij ook hun kracht en verdwijnen.
Necromancer
Een soort geest die de zielen van doden kan oproepen. Door de zielen van de doden op te roepen kan hij er ook zo uitzien.
Nietige Dwergen
Een groep dwergen in Beleriand, die van oorsprong verbannen zijn door de andere dwergen en wonen in Nargothrond en Amon Rûdh. Zijn door de Sindar opgejaagd en gedood. Aan het einde van de Eerste Era sterven ze uit met de dood van Mîm.
Noldor
Een van de drie elfengeslachten die de reis naar Valinor ondernamen. Ze waren, samen met de Sindar, het meest bekend, vooral vanwege hun opstand tegen de Valar en hun oorlogen tegen Morgoth om de Silmarillen. Een deel van de Noldor bleef achter in Midden-aarde en ging op in de Avari.
Noordmannen
Mensen die afstamden van voorouders van de Edain. Zij waren een onderdeel van de vrije volken en woonden in Eriador, Rhovanion en Gondor. De Beornings, Bosmensen, mensen van Dal, mensen van Esgaroth, Rohirrim alsook onderdanen van niet Númenoreaanse afkomst van Arnor en Gondor werden hiertoe gerekend.
Númenoreanen
Afstammelingen van de Edain die het eiland Númenor bewonen in de Tweede Era. Onder aanvoering van Elendil kwam een klein deel na de vernietiging van het eiland naar Midden-aarde waar de Númenoreanen tijdens de Tweede Era al kolonies hadden gesticht. Ze stichten daar de koninkrijken Arnor en Gondor. Ze hadden een langere levensduur dan gewone mensen. Zie ook: Zwarte Númenoreanen.

## O
Oosterlingen
Algemene benaming voor de mensen die uit het gebied Rhûn komen. Bondgenoten van Sauron.
Orks
Dienaars van het kwade. Toen de wereld nog jong was werden ze gemaakt door Morgoth, naar men zegt uit het toen pas ontwaakte ras van de elfen. Door vreselijke martelingen wist hij er een nieuw ras van te maken, wat alleen maar kwaad kon doen.
Olifaunt
Zie Mûmakil

## R
Reuzen
Mythische wezens die op de Reuzenheide leven.
Ringgeesten
Zie Nazgûl.
Rohirrim
Inwoners van Rohan. In het jaar 2510 van de Derde Era kwamen zij uit het noorden en, als dank voor hun hulp in de oorlog tegen Sauron, kregen ze een gebied in het noorden van Gondor toegewezen, wat daarna Rohan genoemd werd.

## S
Sindar
Elfen, oorspronkelijk Teleri, die nooit de overtocht naar Valinor maakten. Er waren twee grote rijken van de Sindar: Doriath onder de heerser Thingol, en Falas onder de heerser Círdan.
Steenreuzen
Reuzen die in de Nevelbergen leven. Ze worden gevreesd door reizigers omdat ze vaak met rotsen gooien.
Stoerders
Een van de drie hobbitrassen.

## T
Teleri
Een van de drie elfengeslachten die aan de reis naar het Westen begon. Het grootste deel van de Teleri heeft dat echter niet bereikt, omdat ze de tocht opgaven. Degenen die in Midden-aarde bleven werden bekend als de Sindar en de Nandor.
Tovenaars
Zie Istari

## U
Uruk-hai
Een uitzonderlijk groot en sterk Ork-ras wat aan het eind van de Derde Era verscheen. Ze waren zo groot als mensen en konden tegen zonlicht.

## V
Valar
De heersers van de wereld. In opdracht van Ilúvatar regeerden zij de wereld. De afvallige Vala Melkor vocht tegen de Valar.
Vanyar
Een van de drie Elfengeslachten die naar de Onsterfelijke Landen vertrokken. Geen enkele Vanya was in Midden-aarde achtergebleven. Zij vertrokken naar Aman en keerden slechts eenmaal terug naar Midden-aarde tijdens de Oorlog van Gramschap.
Variags
Een volk van ruiters in het land Khand ten zuiden van Mordor. Bondgenoten van Sauron.
Vavels
Een van de drie hobbitrassen.
Vreselijk beest
De draakachtige rijdieren van de Nazgûl nadat zij hun paarden bij Bruinen verloren waren.

## W
Wagenrijders
Een mensenvolk uit het oosten, dat lang in oorlog is geweest met Gondor. In het jaar 1944 van de Derde Era werden ze definitief verslagen en werd er nooit meer iets van hen gehoord.
Wargs
De wargs waren een wolvengeslacht wat in de Derde Era een verbond sloot met de orks. Ze vochten mee in de oorlog en de orks gebruikten hen als rijdieren.

## Z
Zwarte Númenoreanen
Númenoreanen die de val van Númenor hadden overleefd en daarna aan de zijde van Sauron tegen Gondor ten strijde trokken.
Zuiderlingen
Algemene benaming voor de Haradrim.